# Radioregistratore

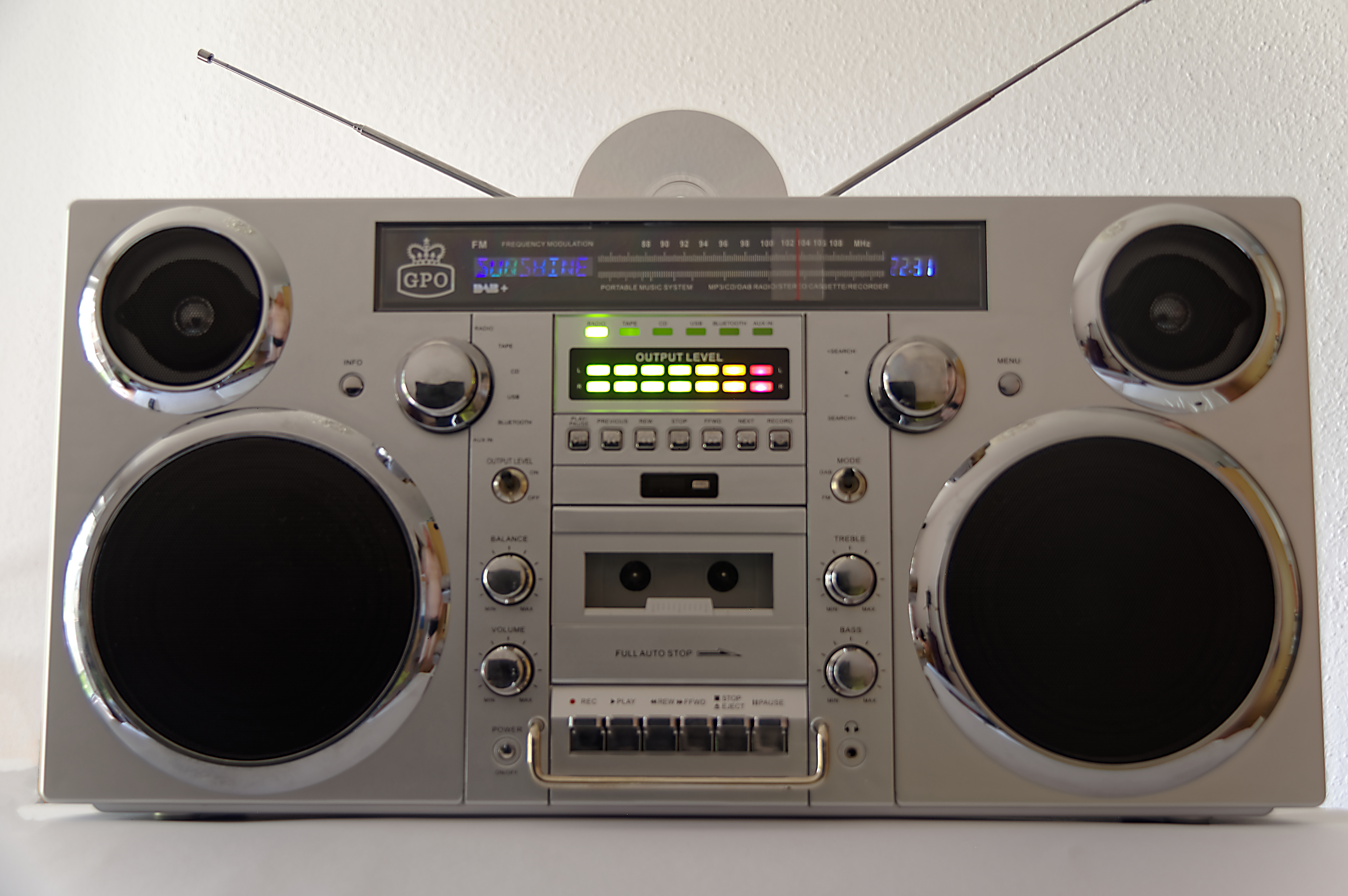
Radioregistratore DAB+/FM/MP3-CD/MP3-USB/cassette/Bluetooth

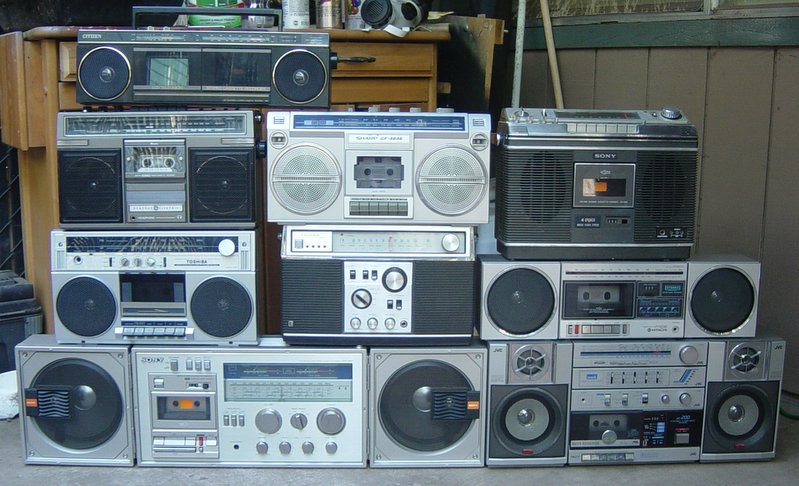
Una serie di radioregistatori o boombox di medio livello

Il radioregistratore è un apparecchio elettronico che riunisce un sintonizzatore radio, un registratore a cassette (singola o doppia piastra) e un amplificatore (monofonico o, più frequentemente, stereofonico) con altoparlanti integrati (e talvolta staccabili); permette di ascoltare la radio, riprodurre audiocassette e registrare su audiocassetta la propria voce o i programmi radiofonici. I modelli di fascia più elevata comprendono anche un lettore CD, un equalizzatore o altre funzioni.

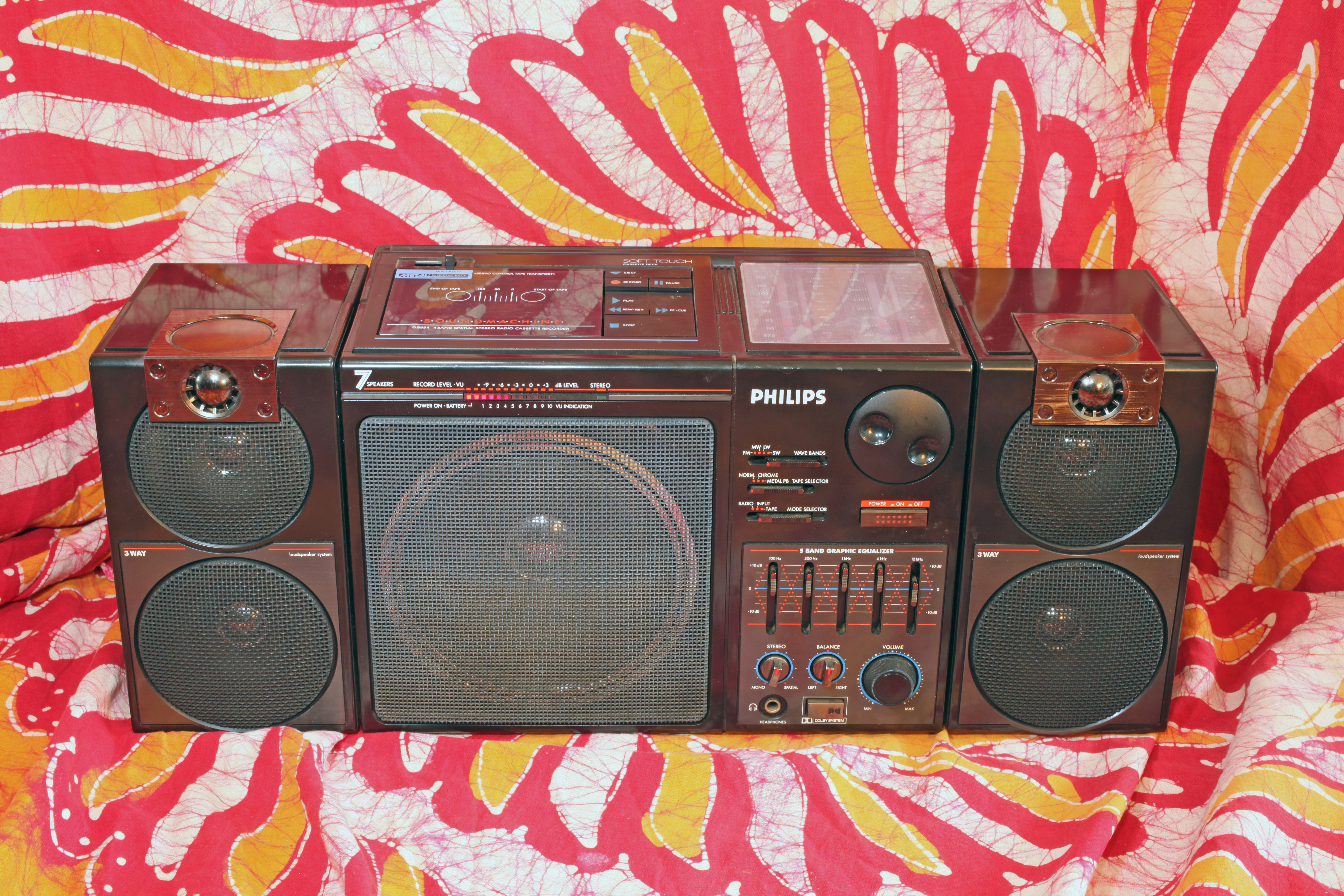
Esempio di radioregistratore Philips "Sound Machine".

I modelli più costosi spesso ricevevano nomi su misura, ad esempio "Sound Machine" per i modelli di alta gamma Philips. Negli anni '90 i modelli con CD erano chiamati anche "portatiloni".

## Storia
Il primo radioregistratore è stato sviluppato dall'azienda Philips dei Paesi Bassi, inventore della cassetta audio compatta. Il loro primo radioregistratore fu lanciato nel 1966. Con tali dispositivi le trasmissioni radiofoniche potevano essere registrate su cassette senza i cavi o i microfoni richiesti dai precedenti registratori a cassette autonomi. Le registrazioni radiofoniche erano ancora soggette a interferenze da parte di automobili e altri veicoli che utilizzavano frequenze vicine, limitando la qualità dell'audio. Sebbene la qualità del suono delle prime registrazioni su cassetta fosse scarsa, i miglioramenti nella tecnologia e l'introduzione della registrazione stereo, dei nastri al cromo e della tecnologia di riduzione del rumore Dolby resero possibili dispositivi di alta fedeltà (hi-fi). Anche diversi marchi europei di elettronica, come Grundig, hanno introdotto dispositivi simili.

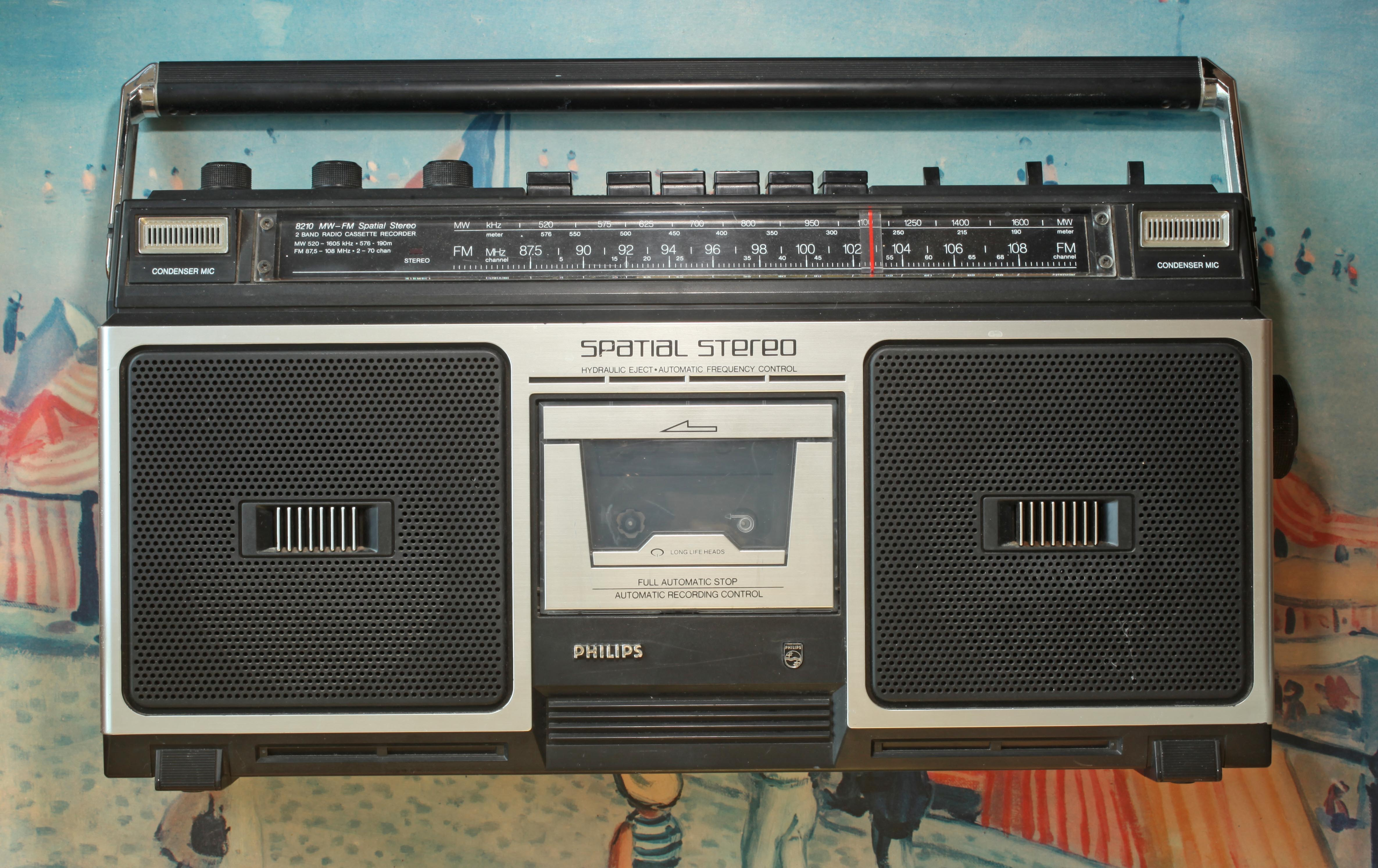
Radioregistratore vintage.

All'inizio degli anni '70 i radioregistratori furono sviluppati anche in Giappone e divennero presto popolari grazie alle loro dimensioni compatte e all'impressionante qualità del suono. I marchi giapponesi conquistarono rapidamente gran parte del mercato europeo e furono tra i primi marchi giapponesi di elettronica di consumo che una famiglia europea poteva acquistare. I giapponesi introdussero innovazioni come radioregistratori stereo, altoparlanti rimovibili e lettori CD integrati.
Lo stereo portatile divenne popolare in America alla fine degli anni '70, e la maggior parte di essi veniva prodotta da Panasonic, Sony, General Electric e Marantz. Fu subito notato dalla comunità adolescenziale urbana e presto sviluppò un mercato di massa, soprattutto nei grandi centri metropolitani come New York, Los Angeles e Washington D.C.
I modelli precedenti erano un ibrido che combinava il suono potente dei grandi impianti stereo domestici e la portabilità dei piccoli lettori di cassette portatili; erano tipicamente piccoli, neri o argentati, pesanti e capaci di produrre volumi elevati. Il sintonizzatore AM/FM era incluso in tutti i primi radioregistratori. Successivamente furono incorporati jack di ingresso e uscita audio, che consentivano l'accoppiamento di dispositivi come microfoni, giradischi e lettori CD.
Lo sviluppo dei jack audio ha portato lo stereo portatile all'apice della sua popolarità e di conseguenza all'introduzione di nuove funzionalità. La richiesta di bassi più forti ha portato a casse più grandi e pesanti, che ha portato a pesanti involucri di metallo per gestire le vibrazioni dei bassi.

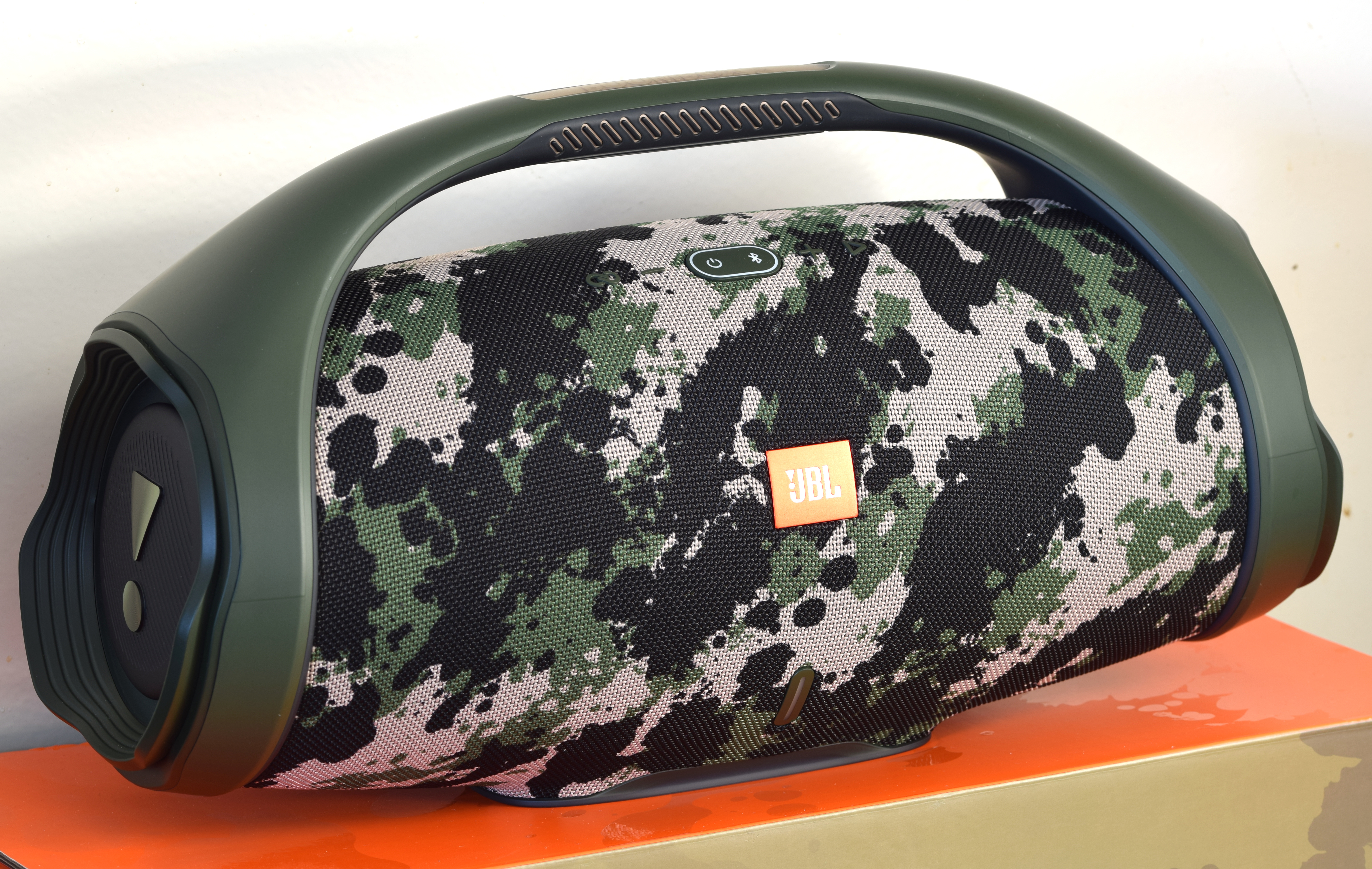
Esempio di un boombox con bluetooth.

Anni dopo il declino delle audiocassette, e dei CD successivamente, si è assistito ad un ritorno di nuovi modelli di "boombox", con connessione bluetooth, che possono quindi essere facilmente connessi a smartphone e altri dispositivi mobili.

## Il ruolo nell'hip hop
All'interno della cultura hip hop, il radioregistratore a cassette viene spesso chiamato ghetto blaster oppure boombox.
È uno dei principali strumenti che hanno permesso la crescita dell'hip hop sia dal punto di vista musicale che della moda. Assieme ai ghetto blaster vengono ricordati i tipici cappellini New Era, i pantaloni baggy, le t-shirt oversize e le scarpe da basket per quanto riguarda la moda, e nel contesto sociale i graffiti, il fenomeno delle gang e tutti gli usi che fanno parte del movimento hip-hop degli anni settanta-ottanta.
Alcuni modelli come il JVC RC-M90, lo Sharp GF-777 e la Lasonic TRC 931 sono conosciuti come i migliori ghetto blasters.
Gli anni ottanta furono un punto di svolta per lo stereo nella cultura popolare. L'ascesa del walkman e altri dispositivi elettronici più avanzati portarono velocemente in disuso il ghetto blaster. La Consumer Electronics Association riferì che solo 329 000 unità boombox senza lettori CD furono vendute negli Stati Uniti nel 2003, rispetto ai 20,4 milioni del 1986.